# Llista d'espècies de tengèl·lids
Aquesta és la llista d'espècies de tengèl·lids, una família d'aranyes araneomorfes. Conté la informació recollida fins al 28 d'octubre de 2006 i hi ha citats 8 gèneres i 36 espècies; d'elles, 16 pertanyen al gènere Socalchemmis . La seva distribució es limita al continent americà, amb l'excepció del gènere Haurokoa de Nova Zelanda, i Calamistrula que es troba a Madagascar, ambdós gèneres amb una sola espècie.

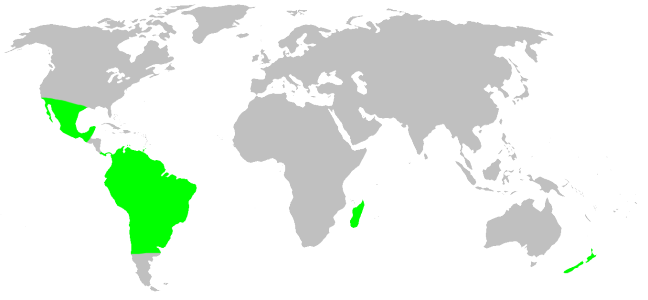
Distribució dels tengèl·lids

## Gèneres i espècies

### Anachemmis
Chamberlin, 1919
- Anachemmis aalbui Platnick & Ubick, 2005 (EUA)
- Anachemmis beattyi Platnick & Ubick, 2005 (EUA, Mèxic)
- Anachemmis jungi Platnick & Ubick, 2005 (EUA)
- Anachemmis linsdalei Platnick & Ubick, 2005 (EUA)
- Anachemmis sober Chamberlin, 1919 (EUA)

### Calamistrula
Dahl, 1901
- Calamistrula evanescens Dahl, 1901 (Madagascar)

### Haurokoa
Forster & Wilton, 1973
- Haurokoa filicicola Forster & Wilton, 1973 (Nova Zelanda)

### Lauricius
Simon, 1888
- Lauricius hemicloeinus Simon, 1888 (Mèxic)
- Lauricius hooki Gertsch, 1941 (EUA)

### Liocranoides
Keyserling, 1881
- Liocranoides archeri Platnick, 1999 (EUA)
- Liocranoides coylei Platnick, 1999 (EUA)
- Liocranoides gertschi Platnick, 1999 (EUA)
- Liocranoides tennesseensis Platnick, 1999 (EUA)
- Liocranoides unicolor Keyserling, 1881 (EUA)

### Socalchemmis
Platnick & Ubick, 2001
- Socalchemmis bixleri Platnick & Ubick, 2001 (EUA)
- Socalchemmis cajalco Platnick & Ubick, 2001 (EUA)
- Socalchemmis catavina Platnick & Ubick, 2001 (Mèxic)
- Socalchemmis cruz Platnick & Ubick, 2001 (EUA)
- Socalchemmis dolichopus (Chamberlin, 1919) (EUA)
- Socalchemmis gertschi Platnick & Ubick, 2001 (EUA)
- Socalchemmis icenoglei Platnick & Ubick, 2001 (EUA)
- Socalchemmis idyllwild Platnick & Ubick, 2001 (EUA)
- Socalchemmis kastoni Platnick & Ubick, 2001 (EUA, Mèxic)
- Socalchemmis miramar Platnick & Ubick, 2001 (EUA)
- Socalchemmis monterey Platnick & Ubick, 2001 (EUA)
- Socalchemmis palomar Platnick & Ubick, 2001 (EUA)
- Socalchemmis prenticei Platnick & Ubick, 2001 (EUA)
- Socalchemmis rothi Platnick & Ubick, 2001 (Mèxic)
- Socalchemmis shantzi Platnick & Ubick, 2001 (EUA)
- Socalchemmis williamsi Platnick & Ubick, 2001 (Mèxic)

### Tengella
Dahl, 1901
- Tengella albolineata (F. O. P.-Cambridge, 1902) (Mèxic)
- Tengella perfuga Dahl, 1901 (Sud-amèrica)
- Tengella radiata (Kulczyn'ski, 1909) (Costa Rica)

### Titiotus
Simon, 1897
- Titiotus brasiliensis Mello-Leitão, 1915 (Brasil)
- Titiotus californicus Simon, 1897 (EUA)
- Titiotus flavescens (Chamberlin & Ivie, 1941) (EUA)